# Яковлева, Варвара Николаевна (певица)
Варвара Николаевна Яковлева (род. 8 декабря 1935) — якутская советская оперная певица (лирико-драматическое сопрано), педагог, народная артистка РСФСР (1982).

## Биография
Варвара (Ая) Николаевна Яковлева родилась 8 декабря 1935 года в селе Хаптагай Мегино-Кангаласского улуса Якутской АССР.
В 1954 году поступила на вокальное отделение в Якутское музыкальное училище, а затем перевелась в Новосибирское музыкальное училище (класс А. И. Орловой), которое окончила в 1959 году.
В 1959—1961 годах работала в Якутском музыкально-драматическом театре, в котором выросла от артистки хора до солистки оперной труппы. 
С 1961 года училась в Уральской консерватории имени М. П. Мусоргского (класс сольного пения профессора Л. Ф. Дроздовой), которую окончила с отличием. В 1973 году проходила в консерватории стажировку.
В 1966 году вернулась в Якутский театр как оперная солистка. Созданные ею сценические образы запоминались цельностью воплощения характеров героинь, очень женственных внешне и сильных духом внутренне.
Вела активную концертную деятельность, её репертуар включал более двухсот песен, романсов и арий советских, русских, якутских и зарубежных композиторов. Была участницей культурной программы постоянной выставки СССР в Лейпциге в 1985 году. 
Была председателем жюри конкурсов, смотров художественной самодеятельности республики и города Якутска.
С 1970-х годов преподавала. По окончании сценической карьеры окончательно перешла на работу в Якутское музыкальное училище преподавателем сольного пения, была заведующей вокальным отделением.
В настоящее время является профессором, заведующей кафедрой сольного пения музыкального отделения факультета исполнительских искусств Арктического государственного института культуры и искусства.
Была депутатом Якутского городского Совета депутатов трудящихся трёх созывов 1979, 1982 и 1985 годов.

## Награды и премии
- Заслуженная артистка Якутской АССР (1972).
- Заслуженная артистка РСФСР (31.01.1977)[1].
- Народная артистка РСФСР (21.06.1982).
- Государственная премия Якутской АССР им. П. А. Ойунского за исполнение партии мадам Баттерфляй в опере Дж. Пуччини "Чио-Чио-Сан" и концертно-исполнительскую деятельность (1974).

## Работы в театре
- «Чио-Чио-сан» Дж. Пуччини — мадам Баттерфляй
- «Царская невеста» Н. А.  Римского-Корсакова — Марфа
- «Тоска» Дж. Пуччини — Флория Тоска
- «Русалка» А. Даргомыжского — Наташа
- «Князь Игорь» А. Бородина — Ярославна
- «Алеко» С. Рахманинова — Земфира
- «Евгений Онегин» П. Чайковского — Татьяна
- «Кармен» Ж. Бизе — Микаэла
- «Иоланта» П. Чайковского — Иоланта
- «Паяцы» Р. Леонковалло — Недда
- «Доротея» Т. Хренникова — Доротея
- «Майская ночь» Римского-Корсакова — Свояченица
- «Песнь о Манчаары» Г. Комракова, Э. Алексеева — Сарга
- «Красный шаман» Г. Литинского — Айыа Куо
- «Лоокут и Ньургусун» Г. Григоряна — Ньургусун
- «Колыбельная» З. Степанова — Сардаана